# ミラノコレクションA.T.
ミラノコレクションA.T.（ミラノコレクション・エー・ティー / Milano Collection A.T.、1976年8月27日 - ）は、日本のプロレス解説者、プロレスリングコーチ。元男性プロレスラー。岩手県盛岡市出身。最終所属新日本プロレス。血液型O型。リングネームの「A.T.」は本名の照井 章仁（てるい あきひと）のイニシャル。ただし、両親の離婚に伴い現在の本名は澤藤 章仁（さわふじ あきひと）。
2000年に闘龍門2000プロジェクトの一員としてプロレスラーとなり、闘龍門JAPANやDRAGON GATEで人気レスラーとして活躍した。その後全日本プロレス、DDTプロレスリング、新日本プロレス、プロレスリング・ノアなどのリングに登る。ケガの影響で2010年に引退して、その後は整体師に転身して整体院の経営、『ワールドプロレスリング』の解説者を務めている。

## 来歴
1996年、アニマル浜口トレーニングジムでトレーニングを積む。
1997年、FMWの練習生になったが、過酷な上下関係に耐え切れず3ヶ月で脱走してしまう。
1999年、プロレスへの道を諦めサラリーマン生活を送っていたが、メキシコにある闘龍門が新たに闘龍門JAPAN(現DRAGON GATE)を設立。神戸道場1期生募集の情報を見て、会社を辞職し応募。練習生となりドラゴン・キッドやSAITO(スペル・シーサー)から半年間指導を受けた後、メキシコへ渡り闘龍門2000プロジェクトに参加。
2000年5月13日、メキシコのアレナ・ナウカルパン、対神田裕之戦でデビュー。吉野正人、辻本恭史（現："brother"YASSHI）、近藤修司、八木隆行、高木省吾とユニット「イタリアン・コネクション」を結成してリーダーとなり、一時は闘龍門マットを席巻するが、方向性が変わるにつれてメンバーが次々と造反して解散。自身もDRAGON GATEを退団してアメリカへ渡りROHなどに参戦。
2005年中に噂されたDragondoorへの参戦は、2006年2月7日に行われた「T2P・ワン・ナイト・スタンド」で果たされた。また、4月20日に全日本プロレスへ初参戦し、念願であった武藤敬司とのタッグを結成。5月4日にDDTプロレスリング初参戦。海外で知り合ったKUDOから聞いていなかったのか、ゲイである男色ディーノとタッグを組んでしまい、案の定味方のはずのディーノに試合中に襲われ、ディーノと大鷲透の抗争で使用されていたレイザーラモンHG風のコスチュームを身につけさせられて「ミラノコレクションGAY-T（ミラノコレクションゲイ-ティー）」に変貌してしまった。7月23日には新日本プロレスのイベントWRESTLE LANDのリングに上がり、8月12日に新日本プロレス両国国技館大会で行われる蝶野正洋復帰戦のパートナーを務める。新日本ではヘビーとの組み合わせがほとんどだったが、10月9日の両国国技館大会でタイガーマスクと対戦して勝利。11月22日にはプロレスリングElDorado新宿FACE大会に参戦して飯伏幸太とコンビを結成。
T2P時代はギミック上、「I県（イタリアか岩手県）M市（ミラノか盛岡市）」出身を名乗っていたが、JAPAN合流後に「日本人宣言」し、本当の出身地を公開。しかし、2007年現在参戦している新日本では再びイタリア・ミラノ出身を名乗っている。
2007年6月に行われた新日本「BEST OF THE SUPER Jr. XIV 〜Power Of Mind〜」で井上亘を破り初出場で初優勝。2006年7月23日のレッスルランド初登場から11か月、8月12日の本戦初登場から数えるなら、わずか10か月での快挙であった。2008年1月、新日本プロレス所属となった。11月犬猿の仲といわれたタイチと和解しタッグチーム「ユニオーネ」を結成。
2009年1月31日の試合後のマイクで「実は俺、昨日、体重計に乗ったら90キロだったよ」とコメント。ジュニア戦線に本格復帰することを明言した。5月「BEST OF THE SUPER Jr. XVI 〜The Hard Luck Soldiers〜」開幕戦では、プリンス・デヴィットと対戦。共に身体能力の限界をきわめた高難度にして華麗な攻防を見せ、現新日ジュニア最高峰の戦いを繰り広げた。

### 長期欠場から引退へ
9月13日に行われた6人タッグマッチ戦で目を負傷。右目下直筋下斜筋麻痺と診断され復帰未定まで追い込まれた。一時手術は成功しリハビリを始めていると新日本公式サイトでも書き記されていたが、そのリハビリでの回復状態は予想以上に思わしくなかった。
そして、新日本プロレス携帯サイトで連載している「パラダイス日記」において引退を決めたことを明かし、2010年1月18日に記者会見を開き引退を正式発表した。引退会見では、目の怪我について「2005年の時から目の焦点が合わなくなり、その時は2、3日で直ったものの、丁度昨年から再度焦点が合わなくなったようであり、まともなロープワークも出来なかった。そのためいつ手術してもおかしくない状態が続いていて、9月の試合でたまたま症状が出た」と本人の口から事情が語られている。

### ミラノ劇場、終幕へ
2月14日の両国国技館興行、第2試合のIWGPジュニアタッグ選手権試合の試合後、散々罵倒し続けてきた外道にトラース・キックを打ち込む。そして、IWGPジュニアタッグ王座を防衛した田口、デヴィットと一緒になって祝った。
休憩後、自身のテーマ曲であるMILANO FEVER+EUROPEで女性ダンサーを先頭に純白のスーツで入場。マイクで引退の挨拶を済ませると、ツトム・オースギ、ヘラクレス千賀、大鷲透、FMW時代に付き人だったハヤブサ、落語家の三遊亭楽太郎（後の三遊亭円楽）らミラノにゆかりのある人物達から花束が贈られた。また、来場出来なかった近藤修司はVTRコメントで祝福。さらに、サプライズゲストとしてウルティモ・ドラゴンが来場。ミラノは涙を浮かべて迎え入れた。
記念撮影を終えると、10カウントゴングが鳴らされ尾崎仁彦リングアナウンサーが最後のコール。トリコローレの紙テープがリング上に大量に投げ入れられた。その後、再びマイクを握ると「8年間車椅子生活だったハヤブサさんを絶対治してみせます。第2の人生の1発目のイタリア革命はハヤブサさんを車いす生活から離すことです」とコメントした。
なお、引退後については、新日本プロレスからはフロントとしての残留を要請されたものの、12月に宅地建物取引士試験に合格したことや、以前から東洋医学に関心があったことから今後のことは未定としていたが、結局東洋医学の道に進んだ。自然治癒力を高めるという「FF甦生術」と呼ばれる理論を学び、マッサージ店「足fumi堂」を立ち上げた。

### 引退後、解説席へ
引退後は新日本のリングの解説席で解説を行っている。2011年8月のG1 CLIMAXでも解説を行ったが、矢野通対ヒデオ・サイトー戦で矢野が木槌（ゴングを打つ為の木槌）でヒデオを殴打しようとしてヒデオがゴングを盾にして防御し、ゴングの音が鳴るという珍場面で堪えられず大爆笑した。
経歴上、メキシコ系のプロレス（ルチャリブレ）の情報に強く、解説席での口癖は「最低」。ただし用いる際はヒールユニットがレフェリーのブラインドを付いて反則攻撃→フォール勝ちを収めた際に呆れた調子で発する。2016年に入ってからは内藤哲也から入場時や試合終了時に絡まれるようになり、勝ち試合の時には自身が整体師である事に付け込まれ、「体（主に痛めた部分）を診てくれ」と頬杖と患部指差しアピールで挑発されるようになった（ミラノ自身は断固無視を貫いている）。内藤入場の際はリング外を1周回してリングインする内藤に見つからないように放送席から数ブロック横に座席移動している。2017年1月には、飯塚高史が自身の隣にいる野上アナを襲撃した際、避難並びに野上アナの救助そっちのけで、「コレ本当にあったんだあ？」とファン目線で感激遭遇しつつ、反面「野上アナの寿命が15年縮まりました」と一転冷静に解説していた。2017年2月11日の大阪大会ではL･I･JのSANADAが試合終了後、ミラノの眼前でミラノ自身のジャベである「パラダイスロック」をミラノに見せ付けると、｢使用許可は出していないが掛け方は僕より上手い｣と複雑そうなコメントを残した。以降SANADAはこの技を使用している。
お気に入りの選手については、L・I・J所属時代のEVILが挙げられ、彼の得意フレーズである「エーヴリシング!」を放送席で絶叫する場面や、入場時にEVILのグッズを胸元に掲げて目を閉じ、祈りを捧げるようなパフォーマンスを行っていた。しかし、2020年7月開催の大阪城ホール大会にてEVILがL・L・Jを離脱してBULLET CLUB入りし、更に愛用していたEVILのシックルペンライトを破壊され、鉄柵に叩きつけられて以降はEVILを「大っ嫌い」だと発言している。
2020年11月からはEVILに代わってグレート-O-カーンを推しており、オーカーンの試合は「『帝国国際放送』による中継」と称して解説を行い、実況や同伴の解説者によって即座に訂正やツッコミを受けるパターンがお約束となっている。
また、BULLET CLUBのチェーズ・オーエンズについても推しており、お気に入りに挙げられる。元々はインサイドワークの上手さを評価する程度の解説であったが、徐々にオーエンズを贔屓する解説を行うようになり、上記の「エーヴリシンク」と同じ口調で「オーエンズ！」と叫ぶシーンが見受けられる。
2019年12月、新日本と同じブシロードグループに加わった女子プロレス団体、スターダムのスペシャルコーチに就任。以降は月二回ペースで指導を行っている。
2020年1月31日、後楽園ホールで行われた闘龍門特別興行において、DRAGON GATEのヒールユニットR・E・Dの反則行為を受けていた闘龍門軍を救出すべく私服姿のまま観客席からリングへ乱入。パラダイスロックやイタリアン・コネクション時代の連携を披露しファンに向けて「ただいま！」と声を発した。
解説席上の振る舞いは紳士的ではあるものの、放送席のゲストがタイチの場合はユニオーネで互いに気心知れているせいか、忖度なしの言動となることも多く、BULLET CLUBの試合となると立腹するタイチを諌めたりもしている。一方でミラノ自身も「バレットクラブ」には辟易しており、解説席において「BULLET CLUB相手にイリミネーションマッチはやってはいけない」と警鐘とも取れる発言をしている（試合と無関係なレスラーが頻繁に介入するため）。

## タイトル歴
闘龍門MEXICO
- ヤンクドラゴン杯優勝（2000年）

闘龍門2000プロジェクト
- インターナショナルライトヘビー級王座（初代）
- 実力査定リーグ戦優勝（2002年）

闘龍門JAPAN
- UWA世界6人タッグ王座（第30代、第34代）（パートナーはYOSSINO&"brother"YASSINI→YOSSINO&コンドッティ修司）

DRAGON GATE
- オープン・ザ・トライアングルゲート王座（初代）（パートナーはYOSSINO&アンソニー・W・森）

TWE
- TWE TV王座

NWA Florida
- ジェフ・ピーターソンメモリアルカップ優勝（2006年）

新日本プロレス
- BEST OF THE SUPER Jr.優勝（2007年）

## 得意技

### フィニッシュ・ホールド
ヴィクトリア・ミラネーゼ
背後から左腕で相手の左足膝裏付近を抱え、右脇を回した自分の右腕とクラッチする。その状態で投げ固める変型バックドロップ・ホールド。元はバックドロップ・クラッチ・ホールドと呼ばれていたが、「BEST OF THE SUPER Jr. XIV」準決勝後に「高貴で上品なイタリア人。この技が出たら必ず勝つ」という己を示す意味で自ら命名。「ビクトリア」ではなく、あくまで「ヴィクトリア」である。レッグロック・スープレックス・ホールドに似ているが、クラッチの型が微妙に違う。
IR
相手の片腕を相手の首に回すようにロックし、そしてもう片方の腕をまたに挟むようにロックして投げるフィッシャーマンズ・スープレックス・ホールド（リストクラッチ・フィッシャーマンズ・スープレックス・ホールド）。オープン・ザ・トライアングルゲート王座決定リーグ戦の際、3カウントを奪うフィニッシュ・ホールドがないことを悩んでいたミラノが、対ユニット「Do FIXER」戦において、この技で3カウントを奪うことに成功し、それ以来ミラノの一撃必殺の投げ技として定着した。実際に練習していた技はIRではなく、もっとミラノに負担がかかる技だったらしい。IRは本当にとっさに繰り出した偶然の産物と語っている。IRは常々口にしていたイタリア革命（イタリアン・レボリューション）の頭文字とされている。
IR II
相手の頭を自身の股の間に挟み、相手が受け身が取れないように、相手の両腕を胴体背面でロックさせた状態でドリル・ア・ホール・パイルドライバーの体勢で相手を持ち上げてさらに受け身が取れないように前方に叩きつける変形フェイス・バスター。ミラノがアメリカ修行から日本マットに一時復帰した際に公開。
A.T.ロック
チキンウィングアームロック。
ミラノのこれは残った足で相手の首をロックするところが通常のチキンウィングとの違い。ストラングルホールドγのように片足で相手の首と肩を固定し、残った相手の腕をチキンウィングアームロックに極める。
その威力は折り紙つきで、数々の選手からギブアップを奪っている。
パラダイスロック
相手の足を胡坐のように交差型にロックすると同時に、そこに相手の両腕をロックさせて相手の動きを完全に奪い、ひっくり返して全身にダメージを与える関節技。ロープに相手の手足を絡ませるようにかけるロープパラダイス、パラダイスロックのままスリーパーホールドを仕掛けるパラダイススリーパー、相手の片腕を残してパラダイスロックを極めてインディアン・デスロックのように絞めるハーフパラダイスなる技も存在する。この技でフィニッシュすると波止場のポールのように相手を踏みつけてポーズをとる。この技をかけられると身動きとれず、ギブアップを余儀なくされてしまう。ロープパラダイスでは、仕掛けたあとに、低空ドロップキックを食らわせる。2002年のユニット「イタリアン・コネクション」同士対決ではコンドッティを1分も経過しないうちにギブアップさせてしまう程の威力抜群の技である。また、ギブアップ後も丸められた姿から自分では解くことができず、跪いたような状態で踏みつけられるため精神的にも屈辱感を味わう技である。元来はエル・ヌド（結び目固め）と呼ばれるルチャリブレの古典的なジャベ。2017年以降はSANADAが得意技としている。
A-diseロック
片腕を残してパラダイスロックをかけ、さらに残った腕にA.T.ロックをかけることにより、逃げ場をなくすと同時に足をも極める複合関節技。ネーミングは2つの技を足して2で割った。UDG戦を前に秘密兵器として新井健一郎にかけたのが初公開であって、後のインタビューでは、「技をかけられていても自分で解けず、3期も下にギブアップしたことは屈辱であった」と語っている。

### 打撃技
エルボー
エルボー・スタンプ
バックハンド・エルボー
逆水平チョップ
チョップ・スマッシュ
グローズライン
ドロップキック
ラウンドハウスキック
ミラノの場合は、シャイニング・ウィザードのように相手の片膝を踏み台にして使用することがある。試合の流れを変えるときや、フィニッシュに移行するときによく見られる。
スーパーキック
タイチとのタッグチーム「ユニオーネ」ではサンドイッチ式スーパーキックを「スーパースクラップキック」と名付けて使用。

### 飛び技
エンポリオ・アルマニッシュ
ロープ中段からスワンダイブするムーンサルト・プレス。ライオンサルトと同型。大体が相手の首に入る。非常に滞空時間が長い。膝の怪我により最近は使用を控えている。タッグマッチの際はタッグを組んでいる選手が敵をパワーボムで倒した所で繰り出す場合が多い。
アルマニッシュ・エクスチェンジ
エンポリオ・アルマニッシュの途中に体に捻りをいれて、セントーン気味に落ちていく飛び技。エンポリオ・アルマニッシュに続きたたみ掛ける意味で連続で使用することが多い。

### 関節技・絞め技
イタリアン・ストレッチ
No.1からNo.7まで存在することになっているが、実際に確認できているものは少ない。
イタリアン・ストレッチNo.8
助走をつけて相手の正面に走りこみ、相手の右脇に右腕を差し込み右横を通り抜け、背後に回りこんで相手の左足に正面から右足を引っかけて、前かがみになった相手の首の後ろに左足を引っかけて体重をかけて絞り上げる。
イタリアン・ストレッチNo.14
相手を足4の字固めに極め、相手の左足を自分のももに引っかけて両足をロックして絞り上げる。
イタリアン・ストレッチNo.32
向かい合った相手の両腕をそれぞれつかんで背中からマットに倒れこみ、相手の両腕を自分の両足で挟み込んで交差させた両足の甲で相手の顔面を押さえつけながら両足に力をいれて、相手の両肘関節にダメージを与える。
ミラノコレクションA.T.オリジナルのジャベ。
STF（ステップオーバー・トーホールド・ウィズ・ファッション）
通常のSTFとは違い、フェイスロックではなくフルネルソンをかける。
相手の上半身をフルネルソンの体勢で極めてからSTFの体勢で極める技。

### 合体技
タイチとのタッグチーム「ユニオーネ」の時に使用。
スーパースクラップキック
サンドイッチ式スーパーキック。膝をつきグロッキーになった相手の両脇を陣取り、タイチと同時にスーパーキックを発射し相手の頭部を挟み打つ。
ユニオーネの竜巻
タイチが羽交い絞め、その隙にミラノがドラゴンスクリューを放つ。羽交い絞めし身動きが取れなくなったことで、ドラゴンスクリューの適切な受身を取れなくする為、靭帯へのダメージは相当なものと言える。

## エピソード
- デビュー前に和術慧舟會に入門していたことがある。
- ユニット「イタリアン・コネクション」所属時代、プロレスに似つかわしくない華麗な入場曲（サンタナの『EUROPE』のアレンジ）とともに透明犬ミケーレ（透明であるため首輪しか見えない）とダンサーを引き連れ、モデルウォークを披露していた。実際モデルの仕事の経験がある。
- イタコネ時代はギミック上、先輩、後輩問わずリング上では敬語で話し、相手を見下すような言動を使用していた。T2P解散興行終了後にリング上で乱闘が起こり激昂してからは感情を露にするようになった。
- 白・赤・緑のイタリアンカラーのコスチュームだったが、新日本プロレス参戦後からは黒、赤、緑の配色に変更した。
- 練習生の時に、9人の仲間と汗を流した。その時から、リーダー的存在で回りを先導した。
- 闘龍門JAPAN青森大会において、メインイベントの3WAYタッグマッチ勝利後のマイクで、弘前大学卒業であることを明かしている。ただし引退後の東京スポーツのインタビューに掲載されたプロフィールでは「弘前大を1年で辞めてアニマル浜口ジムに入門」とされており[1]、弘前大を卒業しているかどうか定かではない部分がある。
- デビュー以前にウルティモ・ドラゴンから「チ●ポリオ・シャブリャーノ」という学生プロレスばりのリングネームを提案されたが、猛烈に拒否した（ウルティモ曰く「ナメられるな!」という意味合いからの命名だったらしい）。
- 体操選手並みの体の柔らかさを誇り、相手のジャンピングショルダーを開脚前屈運動で回避するシーンは見物である。
- KAIENTAI-DOJOの房総ボーイ雷斗（農業ボーイ雷斗）とは小中学校の同級生であり。雷斗の家にあったトランポリンでプロレスごっこをしていた仲だった。

## CD
- MILANO FEVER（2003年12月1日発売、NEXT STAGE JAPAN） - 自身の入場曲のシングルCD化したもの。

## メディア出演

### テレビ
- ワールドプロレスリング（テレビ朝日） - 引退以降、解説者として出演。
- 内田理央のオタカレ募集中!（2017年6月25日、9月1日、AbemaTV）[8]

### テレビドラマ
- 豆腐プロレス（2017年1月22日 - 7月2日、テレビ朝日） - プロレス技術指導[9]。最終話にひったくりの男性役として出演。